# Dozmat
Dozmat es un pueblo ubicado en el distrito de Szombathely, condado de Vas, Hungría.

## Superficie
Posee una superficie de 8,540 kilómetros cuadrados.

## Demografía
Hasta 2022 la población era de 312 habitantes, con una densidad de población de 36,53 habitantes por kilómetro cuadrado.